# Crypt of Medea
Crypt of Medea est un jeu vidéo d’aventure développé et publié par Sir-Tech en 1984 sur Apple II. Il est l’un des premiers jeux d’aventure textuels à proposer des graphismes, même si le joueur contrôle son personnage par l’intermédiaire de lignes de commandes comme dans une fiction interactive. Le jeu débute alors que le protagoniste est enfermé dans la crypte de Medea et son objectif est de parvenir à en sortir. Pour cela, le joueur doit résoudre des énigmes en utilisant des objets tout en évitant les ennemis et les pièges du jeu. À sa sortie, le magazine Computer Gaming World salue son système de contrôle et son niveau de difficulté, adapté aussi bien aux débutants qu’aux experts, et conclut qu’il est un excellent jeu. De son côté, le magazine St.Game ne le recommande qu’aux joueurs débutants.